# Ле-Пеше
Ле-Пеше́ (фр. Le Pescher, окс. Lo Peschier) — коммуна во Франции, находится в регионе Лимузен. Департамент — Коррез. Входит в состав кантона Бейна. Округ коммуны — Брив-ла-Гайярд.
Код INSEE коммуны — 19163.
Коммуна расположена приблизительно в 430 км к югу от Парижа, в 95 км юго-восточнее Лиможа, в 22 км к югу от Тюля.

## Население
Население коммуны на 2008 год составляло 277 человек.
| 1962 | 1968 | 1975 | 1982 | 1990 | 1999 | 2008 |
| ---- | ---- | ---- | ---- | ---- | ---- | ---- |
| 416  | 349  | 297  | 265  | 249  | 267  | 277  |

## Экономика

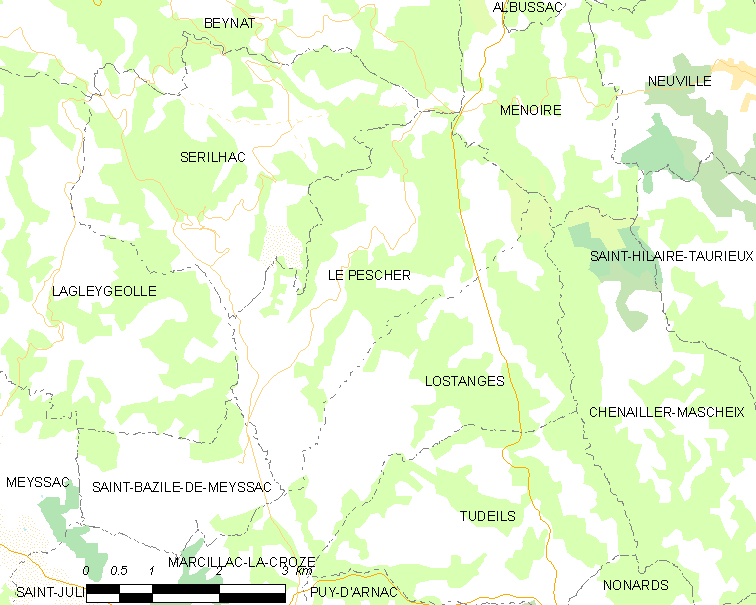
Карта коммуны

В 2007 году среди 154 человек в трудоспособном возрасте (15-64 лет) 111 были экономически активными, 43 — неактивными (показатель активности — 72,1 %, в 1999 году было 66,7 %). Из 111 активных работали 103 человека (57 мужчин и 46 женщин), безработных было 8 (3 мужчин и 5 женщин). Среди 43 неактивных 14 человек были учениками или студентами, 17 — пенсионерами, 12 были неактивными по другим причинам.